# توسعه مالزی۱
توسعه مالزی۱ (انگلیسی: 1Malaysia Development) شرکت دولتی توسعه کسب‌وکار مالزیایی است، که در سال ۲۰۰۹ تأسیس شد.